# 秦鍾午
秦 鍾午（チン・ジョンオ、朝鮮語: 진종오、1979年9月24日 - ）は、大韓民国の射撃競技選手、政治家。第22代韓国国会議員。

## 経歴
春川出身。
江原大学校師範大学附設高等学校卒業後、2021年に慶南大学校大学院博士課程修了（体育学博士）。KT射撃団所属選手、2004年アテネオリンピック男子射撃韓国代表、2006年アジア競技大会男子射撃韓国代表、2008年北京オリンピック男子射撃韓国代表、2010年アジア競技大会男子射撃韓国代表、2012年ロンドンオリンピック男子射撃韓国代表、大韓赤十字社広報大使（2012年9月）、2014年アジア競技大会男子射撃韓国代表、国際射撃連盟選手委員（2014年10月）、2016年リオデジャネイロオリンピック男子射撃韓国代表、2018年アジア競技大会射撃韓国代表、ソウル特別市庁射撃部選手兼任コーチ（2020年8月）、2020年東京オリンピック男子射撃韓国代表、大韓体育会理事、2024年江原道ユースオリンピック組織委員長、国民体育振興公団理事、第22代国会議員、国民の力院内副代表などを務めた。

## 活動

### 射撃選手として
アーチェリーの金水寧と共に韓国人の夏季オリンピックでの金メダル数（4個）・総メダル数（6個）の最多記録を保有している。2008年北京オリンピック、2012年ロンドンオリンピック、2016年リオデジャネイロオリンピックにおいて、射撃競技韓国代表として男子50mピストル種目で金メダルを3連続獲得し、射撃競技では単一種目の世界初の3連覇となった。また、2008年の大会で獲得した金メダルは当時、射撃競技において韓国が16年ぶりに獲得した金メダルであった。
2024年3月4日、ソウル市内で記者会見を開いて公式引退した。その後の2024年パリオリンピックでは男子10mエアピストル決勝戦のSBSの中継解説委員を務めた。

### 政治家として
国民の力党内では代表的な親韓（東勲）系人物である。

## エピソード
2020年東京オリンピックから帰国した際、仁川国際空港でのインタビューで、男子10mエアピストルで金メダルを獲得したイランのイスラム革命防衛隊出身のジャバド・フォルギを「テロリスト」と呼んだ。その後、Instagramで謝罪文を掲載した。